# Iconografia dos Deuses Africanos no Candomblé da Bahia
Iconografia dos Deuses Africanos no Candomblé da Bahia é um livro multiautoral sobre os orixás do candomblé, impresso pela Editora Raízes Artes Gráficas, em São Paulo (1980), sob a coordenação da Universidade Federal da Bahia, da Fundação Cultural do Estado da Bahia, e com apoio do então Ministério da Educação e Cultura através do Instituto Nacional do Livro.
Com projeto gráfico do artista baiano Emanoel Araújo, introdução do escritor Jorge Amado e textos antropológicos do fotógrafo e etnólogo Pierre Verger e do historiador Waldeloir Rego, o documentário contém 128 aquarelas do pintor, desenhista e muralista Carybé, tendo sido realizado entre 1940 e 1980. Uma recriação da participação do elemento negro na cultura baiana, que preserva a memória histórica da Bahia.
Segundo Carybé, esse trabalho foi estimulado quando o escritor Rubem Braga o apresentou ao professor Anísio Teixeira, que o apresentou ao então governador da Bahia, Otávio Mangabeira, com o intuito de contratá-lo para "desenhar a Bahia".
Nos textos de Waldeloir Rego e Pierre Verger, distribuídos nos tópicos seguintes, o documentário organiza incomparável contribuição para o Candomblé da Bahia, sua história e significação exata dos valores culturais trazidos da África pelos escravos, aspectos dos mais representativos da memória do povo baiano e do povo brasileiro:
- "Mitos e Ritos Africanos da Bahia" (por Waldeloir Rego): 
  - "A vinda dos escravos"; "O espaço sagrado"; "As divindades"; "Os ritos";
- "Orixás da Bahia" (por Pierre Verger): 
  - "Tráfico de escravos"; "Sincretismo"; "Primeiro Terreiro de Candomblé"; "Relações Bahia-África"; "Culto dos Orixás"; "Iniciação"; "Terreiro de Candomblé".

As 128 aquarelas revelam e evidenciam o relacionamento pessoal de Carybé com o candomblé baiano. Segundo Jorge Amado, no prefácio desse documentário, Carybé não se limitou à pesquisa puramente, mas demonstrou o valor e a importância da sua arte, "à serviço, vale a pena acentuar, da preservação dos valores culturais trazidos da África pelos negros para aqui se misturarem com as outras matrizes de nossa cultura original (...)".

## "A vinda do escravos"
Segundo Waldeloir Rego em "A vinda do escravos", no texto "Mitos e Ritos Africanos da Bahia", que faz parte do livro Iconografia dos Deuses Africanos no Candomblé da Bahia:
"Antes mesmo do descobrimento do Brasil os portugueses já traficavam escravos da África.
Não existe documentação precisa dessas diversas importações, a não ser vagas notícias de paradas de navios negreiros, nesse ou naquele porto do continente negro.
A informação mais precisa vem de Zurara, onde o autor da Crônica do Descobrimento e Conquista de Guiné faz um relato de como Antão Gonçalves, em 1441 capturou e trouxe para o Infante D. Henrique os primeiros escravos africanos, bem como a transação com Afonso Goterres, para aprisionar os negros do Rio do Ouro.

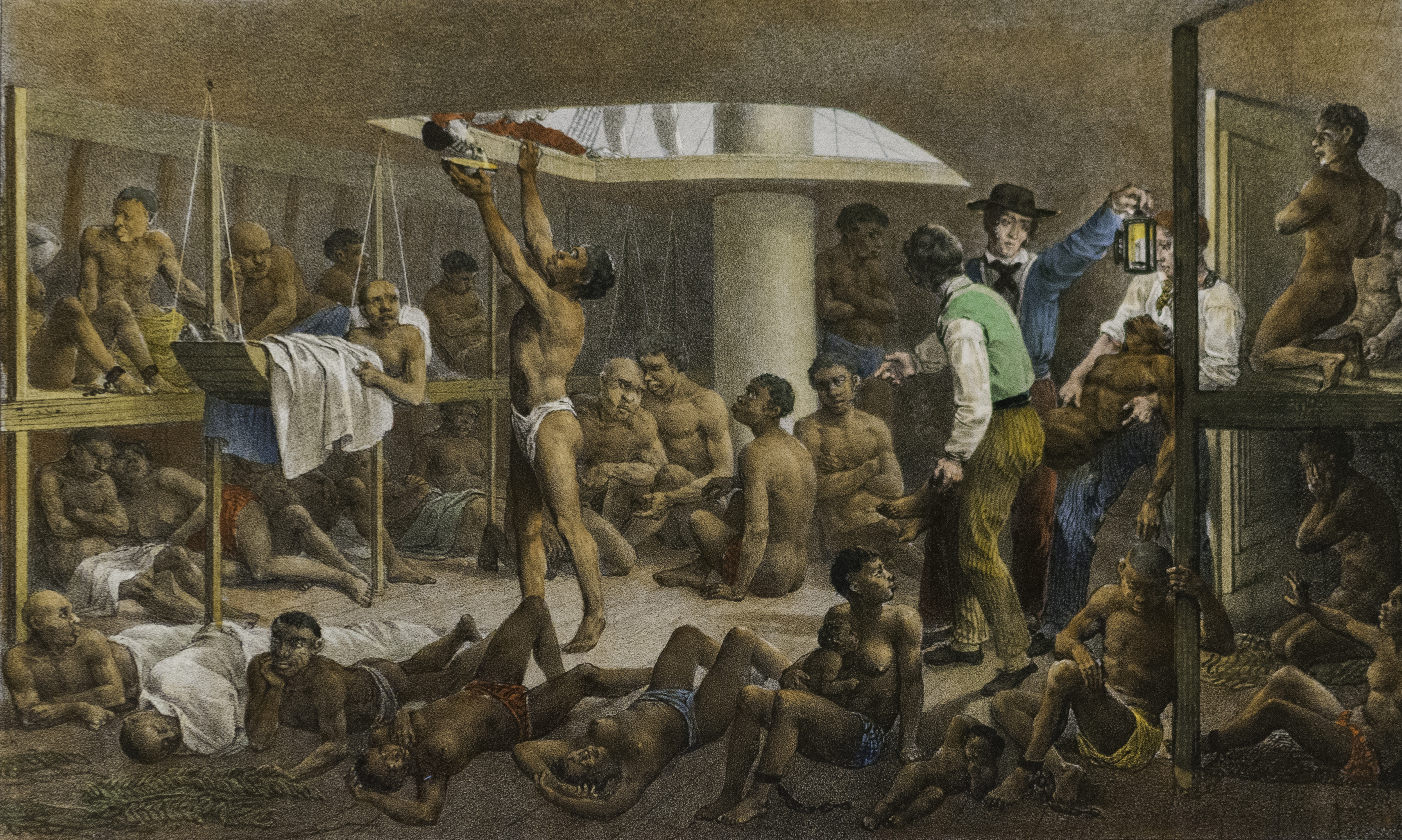
Escravos em um porão de embarcação
Johann Moritz Rugendas, c. 1810

Isso foi o começo para que o espírito aventureiro de conquista do português criasse usura no continente africano, em busca de um comércio, não obstante desumano e humilhante, porém fácil e estritamente rendoso. A coisa cresceu tanto, que em pouco tempo já podia sentir Lisboa com um cheiro de cidade mulata, assim como mexer com a imaginação poética dos trovadores, Gil Vicente, Camões e, em especial, Garcia de Resende.
Mas, com o passar do tempo, longe de se pensar na extinção dessa atividade, ela toma um impulso vigoroso, agora com o forte aval da Igreja Católica, com a justificativa de que os portugueses fariam os povos ditos bárbaros adeptos de Cristo e, para tanto, mais papas e bulas houvesse. O papa Eugénio IV, pelas bulas Dudum cum, de 31 de julho de 1436, de 8 de setembro de 1436 e ainda a Preclaris tuis de 25 de maio de 1437, renovou a concessão ao D. Duarte de todas as terras que conquistasse na África, desde que o território não pertencesse a príncipe cristão. Não ficou somente aí o esdrúxulo privilégio.
Remexendo o bulário português, nos arquivos da Torre do Tombo, Calogeras encontrou várias outras, inclusive a mesma bela Rex Regnum, porém com outro destinatário, que foi D. Afonso V, com data de 3 de janeiro de 1443. No pontificado de Nicolau V, a Dum Diversas bula papal publicada em 18 de junho de 1452. D. Afonso V, o infante D. Henrique e todos os reis de Portugal assim como seus sucessores passariam a donos de todas as conquistas feitas na África, com as ilhas nos mares a ela adjacentes, começando pelos cabos Bojador e Não, fazendo pouso na Guiné, com toda sua costa meridional, incorporando, a tudo isso, as regalias que o cérebro humano imaginasse tirar dessas terras e desses povos. Essa pequena bagatela de oferendas foi concedida pela bula Romanus Pontifex Regni Celestis Claviger, de 8 de janeiro de 1454.
Esses favores eram confirmados pelo papa que ascendia ao pontificado. E nessa matéria, o recorde foi batido pelo Papa Calixto III com a célebre bula Inter caetera que nobis divina disponente clementia incumbunt peragenda, de 13 de março de 1456, a qual, além de confirmar todas as dádivas anteriores, acrescentou a Índia e tudo mais que depois se adquirisse. E o melhor de tudo foi o arremate, de que «o descobrimento daquelas partes o não passam fazer senão os reis de Portugal»). A mesma orientação seguiu Sisto IV, com as bulas Clara devotionis, de 21 de agosto de 1471 e Aeterni Regis clementia per quam reges regnant, de 21 de julho de 1481, Inocêncio VIII valeu-se das bulas Ortodoxas fidei, de 18 de fevereiro de 1486 e Dudum cupiens de 17 de agosto de 1491.
Em meio a toda essa confusão da Santa Sé, deve-se fazer justiça a alguns papas, que protestaram contra semelhante estado de coisas, como Pio II com a bula de 7 de outubro de 1462, Paulo III em 1537, Urbano VIII com a bula de 22 de abril de 1639, Bento XIV em 1741, Pio VII em 1814 e finalmente Gregório XVI pela bula de 3 de dezembro de 1839, "condena e proíbe a escravidão de negros".
Esse casamento estranho da coroa portuguesa e a Mitra permitiu que os portugueses agissem livremente, em nome de Cristo, Nosso Senhor e da sua santa fé, o que para tanto não fizeram cerimônia. Não é assim que, pouco tempo depois dessas concessões, descobrem a grande colônia da América do Sul. Era a princípio Terra de Santa Cruz, para depois passar a ser colonizada com o nome de Brasil.
Argumenta-se que a sobrevivência das primeiras engenhocas, o plantio de cana-de-açúcar, do algodão, do café e do fumo foram os elementos decisivos para que a metrópole enviasse para o Brasil os primeiros escravos africanos, vindos de diversas partes da África, trazendo consigo, seus hábitos, costumes, música, dança, culinária, língua, mitos, ritos e a religião, que se  infiltrou no povo, formando, ao lado da religião católica, as duas maiores religiões do Brasil."